# Radioactive (Yelawolf)
Radioactive è il primo album ufficiale del rapper Yelawolf uscito il 21 novembre 2011 per le etichette Shady Records e Interscope. Ha venduto 50 000 copie la prima settimana. Il produttore esecutivo è Eminem. L'album ha raggiunto, a gennaio 2012, la quota di 103.000 dischi venduti.

## Tracce
1. Radioactive Introduction – 2:57
2. Get Away (feat. Shawty Fatt & Mystikal) – 3:23
3. Let's Roll (feat. Kid Rock) – 3:54
4. Hard White (Up in the Club)' (feat. Lil Jon) – 3:23
5. Growin' Up in the Gutter (feat. Rittz) – 3:40
6. Throw It Up (feat. Gangsta Boo & Eminem) – 4:12
7. Good Girl (feat. Poo Bear) – 4:24
8. Made in the U.S.A (feat. Priscilla Renea) – 3:28
9. Animal (feat. Fefe Dobson) – 3:42
10. The Hardest Love Song in the World – 2:59
11. Write Your Name (feat. Mona Moua) – 3:44
12. Everything I Love the Most – 4:05
13. Radio – 5:32
14. Slumerican Shitizen" (feat. Killer Mike)
15. The Last Song – 3:41